# دون بيل
دون بيل هو سياسي كندي، ولد في 10 مارس 1942 في نيو ويستمينيستر في كندا. حزبياً، نشط في الحزب الليبرالي الكندي. وقد انتخب عضو مجلس العموم الكندي.